# Amphitethya stipitata
Amphitethya stipitata is een sponssoort in de taxonomische indeling van de gewone sponzen (Demospongiae). Het lichaam van de spons bestaat uit kiezelnaalden en sponginevezels, en is in staat om veel water op te nemen. 
De spons behoort tot het geslacht Amphitethya en behoort tot de familie Tetillidae. De wetenschappelijke naam van de soort werd, als Tethya stipitata, voor het eerst geldig gepubliceerd in 1886 door Carter.